# Bolszakowo
Bolszakowo (ros. Большаково, lit. Didieji Skaisgiriai, niem. Groß Skaisgirren, 1938-1945 Kreuzingen, pol. Skajzgiry) – osiedle położone w południowej części rejonu sławskiego w obwodzie królewieckim, 90 km od Królewca.
Położone jest na drodze pomiędzy Tałpakami i Sowieckiem, na pograniczu Niziny Labiawskiej. Populacja miasteczka to ok. 2000 osób.